# François Colas
François Colas (...) è un astronomo francese.
Il Minor Planet Center gli accredita la scoperta dell'asteroide 121865 Dauvergne effettuata il 10 febbraio 2000 in collaborazione con Cyril Cavadore.